# Institute of World Politics
Pour les articles homonymes, voir IWP.
L'Institute of World Politics (IWP) est une université de sécurité nationale, de renseignement et d'affaires internationales. Fondée en 1990, elle est située dans le quartier Dupont Circle de Washington, D.C.
La mission de l'école est de former les futurs acteurs du renseignement, de la sécurité nationale et de la diplomatie, tout en enseignant l'exercice éthique de la fonction publique. Les formations exposent les étudiants à toute la gamme des réalités internationales, y compris l'histoire, la culture politique, les menaces actuelles et potentielles et le rôle stratégique des idées, des valeurs et des systèmes de croyances dans la politique mondiale. L'institut met l'accent sur divers éléments de l'art des affaires d'états (Statecraft), notamment: le contre-espionnage; la contre-propagande; la guerre économique; les opérations d'information; la guerre politique; le soft power; et la diplomatie publique.

## Histoire
L'IWP a été fondé en 1990 par John Lenczowski (en), ancien directeur des affaires européennes et soviétiques au Conseil de sécurité nationale des États-Unis pendant l'administration Reagan . Le but de Lenczowski en créant l'Institut était de créer une école d'études supérieures et un programme qui intègre « tous les instruments des affaires étatiques » et qui enseigne aux étudiants à les appliquer dans toute la gamme des conflits tout en demeurant ancrés dans les principes fondateurs américains et la primauté du droit international.
En 2008, l'IWP est devenu l'une des 17 institutions académiques qualifiées par l'armée américaine pour accueillir des officiers supérieurs de service.

## Campus
L'Institute of World Politics est situé dans le quartier Dupont Circle de Washington, D.C. Son campus se compose de deux bâtiments, le Marlatt Mansion et Bently Hall, qui contiennent tous deux des salles de classe et des bureaux administratifs. L'Institut possède la bibliothèque privée de l'ancien directeur de la CIA, William Casey et l'American Security Council Foundation Library.
De 1973 à 1975, le bâtiment Marlatt fut la propriété du gouvernement de l'Union soviétique, qui l'utilisa pour héberger le Bureau du Conseiller commercial de l'ambassade soviétique, ainsi que les bureaux du KGB. Pendant cette période, il a servi de résidence temporaire au secrétaire général du Parti communiste soviétique, Leonid Brejnev.

## Personnalités
- Brian J. Mennes, ancien commandant de la 4e Brigade, 82e Division aéroportée, et du 1er Bataillon des Rangers[5].
- Mohammad Shafiq Hamdam (en), candidat au prix Nobel de la paix, activiste social, écrivain, analyste politique et ancien conseiller politique principal de l'OTAN.
- Eerik Marmei, ancien ambassadeur d'Estonie aux États-Unis.
- S. Eugene Poteat, ancien président de l'Association des anciens officiers du renseignement.
- John Thomson, ancien commandant des cadets et de l'Académie militaire de West Point, et commandant général de la 1re Division de cavalerie[6].
- Mark Tooley, président de l'Institut sur la religion et la démocratie.